# Liste der Biografien/Ral
Liste der Biografien |
Portal Biografien |
Personensuche
# |
A |
B |
C |
D |
E |
F |
G |
H |
I |
J |
K |
L |
M |
N |
O |
P |
Q |
R |
S |
T |
U |
V |
W |
X |
Y |
Z |
?
 
Ra |
Rb |
Rd |
Re |
Rh |
Ri |
Rj |
Rk |
Rl |
Rm |
Rn |
Ro |
Rr |
Rs |
Rt |
Ru |
Rv |
Rw |
Rx |
Ry |
Rz
 
Raa |
Rab |
Rac |
Rad |
Rae–Rah |
Rai |
Raj |
Rak |
Ral |
Ram |
Ran |
Rao |
Rap |
Raq |
Rar |
Ras |
Rat |
Rau |
Rav |
Raw |
Rax |
Ray |
Raz
Die Liste der Biografien führt alle Personen auf, die in der deutschsprachigen Wikipedia einen Artikel haben. Dieses ist eine Teilliste mit 106 Einträgen von Personen, deren Namen mit den Buchstaben „Ral“ beginnt.

## Ral

### Rala
- Ralambo, Herrscher des Königreichs Imerina im zentralen Hochland von Madagaskar

### Rald
- Raldes, Ronald (* 1981), bolivianischer Fußballspieler

### Rale
- Ralegh, William de, englischer Ritter
- Raleigh, Justin, US-amerikanischer Maskenbildner
- Raleigh, Walter († 1618), englischer Seefahrer, Entdecker und SchriftstellerWalter Raleigh († 1618)

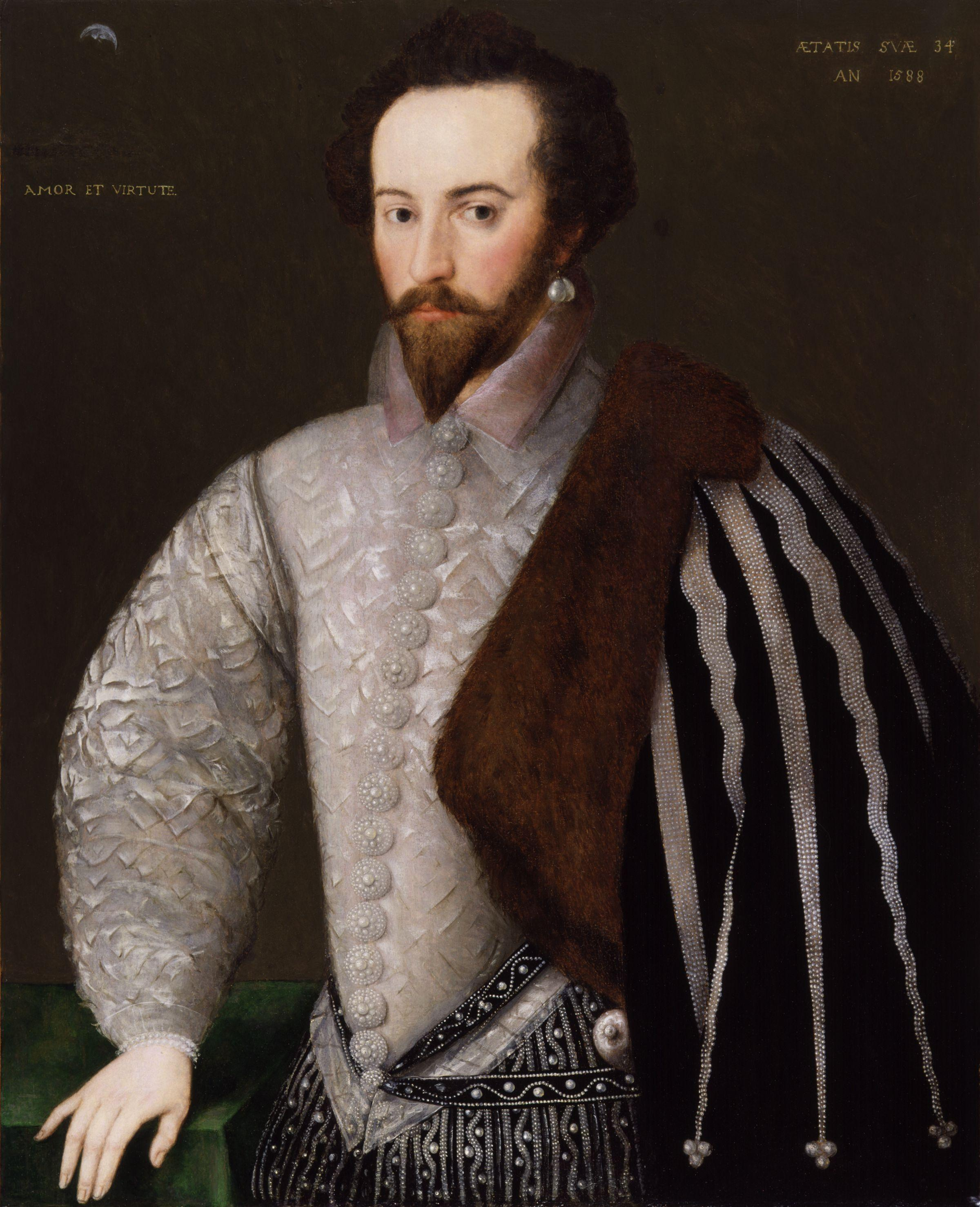
Walter Raleigh († 1618)

- Ralekhetla, Thabiso (* 1960), lesothischer Marathonläufer
- Rales, Steven M. (* 1951), US-amerikanischer Unternehmer und Filmproduzent

### Ralf
- Ralf II. († 1196), lateinischer Patriarch von Antiochia
- Ralf von Domfront, Prälat der katholischen Kirche in Outremer und lateinischer Patriarch von Antiochien
- Ralf, Einar (1888–1971), schwedischer Opernsänger (Tenor), Komponist, Dirigent und Arrangeur
- Ralfs, Günter (1899–1960), deutscher Philosoph
- Ralfs, Hans (1883–1945), deutscher Maler und Graphiker
- Ralfs, Lea (* 1987), deutsche Regisseurin
- Ralfs, Otto (1892–1955), deutscher Kunstsammler

### Rali
- Ralinger, Gangolf, Weihbischof in Speyer und Titularbischof von Daulia
- Ralis, Tamara (* 1948), deutsche Dichterin, Schriftstellerin, Schauspielerin und Bildende Künstlerin
- Ralite, Jack (1928–2017), französischer Politiker (PCF), Mitglied der Nationalversammlung und Senator

### Ralk
- Ralko, Wlada (* 1969), ukrainische Künstlerin

### Rall
- Rall, Adolf (* 1905), deutscher SA-Mann
- Rall, Alexander Franz von (1756–1832), russischer Bankier und Mäzen
- Rall, Dietrich (* 1938), deutscher Germanist
- Rall, Fjodor Alexandrowitsch (1802–1848), russischer Komponist und Dirigent
- Rall, Gerhard (* 1941), deutscher Unternehmer
- Rall, Günther (1918–2009), deutscher Generalleutnant, Inspekteur der Bundesluftwaffe, Jagdflieger im II. WKGünther Rall (1918–2009)

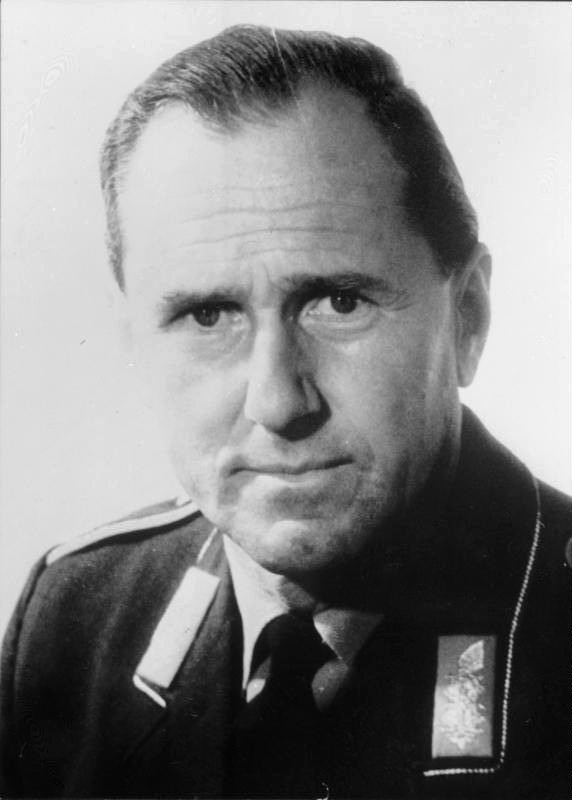
Günther Rall (1918–2009)

- Rall, Hans (1912–1998), deutscher Historiker und Archivar
- Rall, Heinz (1920–2006), deutscher Architekt
- Rall, Johann († 1776), Oberst
- Rall, Joseph E. (1920–2008), US-amerikanischer Endokrinologe und Wissenschaftsmanager
- Rall, Maximiliane (* 1993), deutsche Fußballspielerin
- Rall, Robert Friedrich (1849–1935), deutscher Baumwollfabrikant
- Rall, Tommy (1929–2020), US-amerikanischer Schauspieler, Tänzer und Sänger
- Rall, Ute Astrid (* 1961), deutsche Filmeditorin
- Rall, Wilfrid (1922–2018), US-amerikanischer Neurowissenschaftler
- Rall, Wilhelm (* 1946), deutscher Fachmann für Wirtschaftswissenschaften
- Rall-Niu, Jutta (1929–2006), deutsche Sinologin
- Ralla, Johannes (1509–1560), deutscher Apotheker und Pharmakologe
- Ralla, Quintus Marcius, Volkstribun
- Ralli, Giovanna (* 1935), italienische Schauspielerin
- Ralli, Placido (1804–1884), römisch-katholischer Bischof, Lateinischer Patriarch von Antiochien
- Ralli, Sophia (* 1988), griechische Skirennläuferin
- Ralli, Théodore Jacques (1852–1909), französischer Maler griechischer Herkunft
- Rallier des Ourmes, Jean-Joseph (1701–1771), französischer Mathematiker, Enzyklopädist
- Rallis, Dimitrios (1844–1921), griechischer Politiker und Ministerpräsident
- Rallis, Dimitris (* 1952), griechischer Diplomat
- Rallis, Evangelos, griechischer Tennisspieler
- Rallis, Georgios (1918–2006), griechischer Premierminister
- Rallis, Ioannis (1878–1946), griechischer Politiker und Ministerpräsident
- Rallis, Konstantinos (1867–1942), griechischer Rechtswissenschaftler und Mitglied der Akademie von Athen
- Rallis, Stephen (1942–2012), US-amerikanischer Mathematiker
- Rallo, Greg (* 1981), US-amerikanischer Eishockeyspieler und -trainer
- Rallo, Vito (* 1953), italienischer römisch-katholischer Erzbischof, Diplomat des Heiligen Stuhls
- Ralls, John Perkins (1822–1904), US-amerikanischer Arzt und Politiker

### Ralo
- Raloff, Georg (1902–1965), deutscher Kaufmann und Politiker (SPD), MdHB
- Raloff, Karl (1899–1976), deutscher Politiker (SPD), MdR
- Ralov, Børge (1908–1981), dänischer Balletttänzer und Choreograph

### Ralp
- Ralph, schottischer Geistlicher
- Ralph, englischer Geistlicher
- Ralph de Gaël, anglo-bretonischer Herr von Monfort und Gaël, sowie Earl of Norfolk und Earl of Suffolk
- Ralph d’Escures († 1122), römisch-katholischer Bischof
- Ralph of Cornhill, englischer Beamter, High Sheriff of Kent
- Ralph of Maidstone († 1245), Bischof von Hereford
- Ralph Stalre, englischer und bretonischer Adliger
- Ralph the Timid († 1057), Earl of Hereford (ab 1052)
- Ralph von Battle (1040–1124), Abt, Philosoph und Theologe
- Ralph von Merle († 1152), normannischer Baron, Kreuzfahrer
- Ralph, Anselmo (* 1981), angolanischer Popsänger
- Ralph, Bo (* 1945), schwedischer Sprachforscher und Professor für skandinavische Sprachen
- Ralph, Brad (* 1980), kanadischer Eishockeyspieler, -trainer und -funktionär
- Ralph, Damani (* 1980), jamaikanischer Fußballspieler
- Ralph, Glencora (* 1988), australische Wasserballspielerin
- Ralph, Hanna (1888–1978), deutsche Schauspielerin
- Ralph, J. (* 1975), US-amerikanischer Musiker
- Ralph, Jason (* 1986), US-amerikanischer SchauspielerJason Ralph (* 1986)

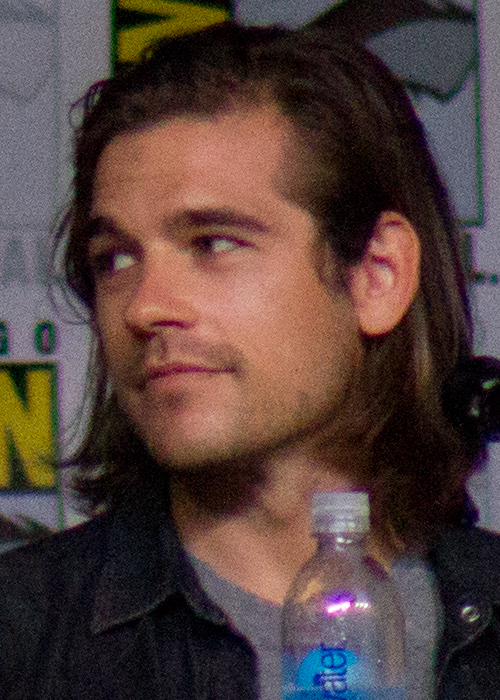
Jason Ralph (* 1986)

- Ralph, Jessie (1864–1944), US-amerikanische Schauspielerin
- Ralph, Louis (1878–1952), österreichischer Schauspieler und Filmregisseur
- Ralph, Nicholas (* 1990), schottischer Schauspieler
- Ralph, Patricia Marjorie (1920–1995), neuseeländische Meeresbiologin und Universitätsdozentin
- Ralph, Ronnie (* 1933), US-amerikanischer Schauspieler
- Ralph, Sheryl Lee (* 1956), US-amerikanische Schauspielerin und Sängerin
- Ralph-Ostermann, Max (1881–1934), deutscher Theater- und Filmschauspieler
- Ralphs, Edgar (1900–1967), deutscher Humorist
- Ralphs, Mick (* 1944), britischer Gitarrist

### Rals
- Ralser, Markus (* 1980), italienischer Biologe
- Ralske, Kurt (* 1967), amerikanischer Komponist und Videokünstler
- Ralston, Aron (* 1975), US-amerikanischer BergsteigerAron Ralston (* 1975)

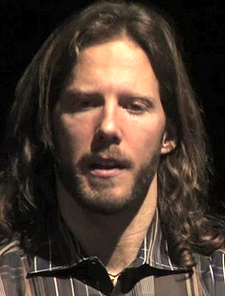
Aron Ralston (* 1975)

- Ralston, Dennis (1942–2020), US-amerikanischer Tennisspieler
- Ralston, Esther (1902–1994), US-amerikanische Schauspielerin
- Ralston, James (1881–1948), kanadischer Oberst, Rechtsanwalt und Politiker, Unterhausmitglied, Bundesminister
- Ralston, Jobyna (1899–1967), US-amerikanische Schauspielerin
- Ralston, John (* 1964), kanadischer Schauspieler
- Ralston, Joseph W. (* 1943), US-amerikanischer Militär, Supreme Allied Commander Europe
- Ralston, Ken (* 1954), US-amerikanischer Spezialeffektkünstler
- Ralston, Robert (* 1938), Schweizer Bildhauer, Maler, Zeichner und Bühnenbildner
- Ralston, Robert jr. (* 1966), Schweizer Regisseur, Kameramann, Drehbuchautor und Filmproduzent
- Ralston, Samuel (1857–1925), US-amerikanischer Politiker, Gouverneur von Indiana
- Ralston, Steve (* 1974), US-amerikanischer Fußballspieler und -trainer
- Ralston, Tony (* 1998), schottischer Fußballspieler
- Ralston, Vera (1919–2003), tschechoslowakische Eiskunstläuferin und US-amerikanische SchauspielerinVera Ralston (1919–2003)

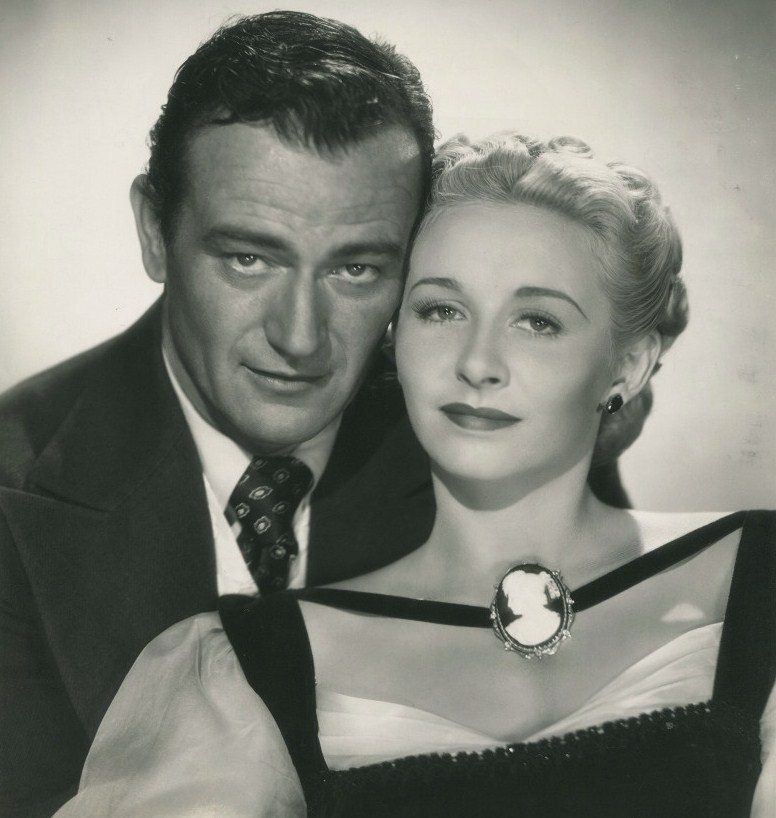
Vera Ralston (1919–2003)

- Ralston, William Chapman (1826–1875), US-amerikanischer Geschäftsmann und Financier

### Ralt
- Ralte, Lalrindika (* 1992), indischer Fußballspieler
- Ralton, Harry (1897–1953), deutscher Komponist, Pianist und Autor

### Ralu
- Raluka (* 1989), rumänische Sängerin
- Raluy, Óscar (* 1976), spanischer Handballschiedsrichter

### Raly
- Ralys, Jeronimas (1876–1921), litauischer Arzt und Übersetzer

### Ralz
- Ralzewitsch, Wassili Nikiforowitsch (1893–1957), sowjetischer Philosoph
- Ralzewitsch, Wikenzij (1936–2020), belarussischer Maler